# Toby Bailey
Pour les articles homonymes, voir Bailey.
Toby Bailey, né le 19 novembre 1975 à Los Angeles en Californie, est un ancien joueur américain de basket-ball. Il évolue aux postes d'arrière et d'ailier.

## Palmarès
- Champion NCAA 1995
- Coupe de Grèce 2004
- Champion de Belgique 2006